# Liste der Fließgewässer im Flusssystem Breitbach
Die Liste der Fließgewässer im Flusssystem Breitbach umfasst alle direkten und indirekten Zuflüsse des Breitbaches, soweit sie namentlich auf der Topographischen Karte 1:10000 Bayern Nord (DK 10), im Kartenwerk des Stadtplandienstes der Euro-Cities AG oder im Kartenservicesystem des Bayerischen Landesamts für Umwelt (LfU) aufgeführt werden. Namenlose Zuläufe und Abzweigungen werden nicht berücksichtigt. Wenn sich der Gewässername nach dem Zusammenfluss zweier Gewässerabschnitte ändert, werden die beiden Zuflüsse als Quellzuflüsse separat angeführt, ansonsten erscheint der Teilbereichsname in Klammern. Die Längenangaben werden auf eine Nachkommastelle gerundet. Die Fließgewässer werden jeweils flussabwärts aufgeführt. Die orografische Richtungsangabe bezieht sich auf das direkt übergeordnete Gewässer.

## Breitbach
Der Breitbach ist ein gut 18,5 Kilometer langer, linker und südöstlicher Nebenfluss des Mains im unterfränkischen Landkreis Kitzingen.

## Zuflüsse

### Direkte und indirekte Zuflüsse desBreitbaches
- Hirtenbach (links)
  - Teufelsgraben (rechts)
- Zettelbach (rechts), 2,5 km und 2,0 km²
- Kirchbach (rechts), 6,3 km und 7,6 km²
- Moorseebach (rechts), 5,2 km und 9,1 km²
- Sparnbach (rechts)
- Herrngraben (links)
- Neuwiesenbach (links), 5,0 km
  - Herrnsheimer Bach[1] (rechts)
- Iff (links), 10,1 km auf dem Namenslauf, 19,7 km mit Reuschbach usw. sowie 44,6 km²
  - Iffbach (rechter Quellbach[2])
    - Reusch (rechter Quellbach[2])
      - Reuschbach (linker Quellbach[3])
      - Hirschgraben (rechter Quellbach[2])

    - Gießgraben (linker Quellbach[3])
    - Schmiegbach (links)
      - Hofgraben (linker Quellbach)
      - Rothenbergergraben (rechter Quellbach)

    - Marbach (rechts)

  - Berchtheimer Mühlbach (linker Quellbach[3]), 3,9 km und 5,7 km²
  - Gänsbach (rechts)
  - Troppbach (rechts), 3,3 km mit Hüttenheimer Graben und 3,2 km²
    - Kehlgraben (rechter Quellbach)
    - Hüttenheimer Graben (linker Quellbach)

  - Mühlgraben (rechts) 2,3 km mit dem kurzen Namens-Oberlauf und 6,6 km²
    - Frankenseegraben (rechts)
- Ickbach (Flussgraben[4]) (links), 10,7 km und 19,7 km²
  - Herbstbach (rechts)
  - Stelzenhügelgraben (rechts), 2,4 km und 4,9 km²
  - Ohrengraben (links)
  - Ippesheimer Seegraben (rechts)
  - Gießgraben (links)
- Steinbach (Märzbach[4]) (links), 7,6 km und 14,7 km²
- Steingraben (Bräubach[4]) (links), 4,5 km und 6,5 km²